# Macraea
Macraea là một chi thực vật có hoa trong họ Cúc (Asteraceae).

## Loài
Chi Macraea gồm các loài: